# Cantorchilus leucotis
Cantorchilus leucotis, também conhecido como carriça-de-peito-fulvo, garrinchão-de-barriga-vermelha e garrincha trovão, é uma ave passeriformes da família troglodytidae presente na América do Sul.

## Características
O garrinchão de barriga vermelha possui ampla distribuição geográfica, habitando do Panamá ao sudeste do Brasil. Não apresenta dimorfismo sexual de plumagem, sendo possível diferenciá-lo sexualmente apenas através do seu tamanho e através da incubação. Os machos são maiores que as fêmeas, podendo chegar a 14,5 cm. Acha-se entre matas de galeria e matas ribeirinhas, preferindo áreas úmidas próximas a água.